# Hadjé Halimé Oumar
 (janvier 2025).
Hadjé Halimé Oumar, née vers 1930 et morte le 7 janvier 2001, est une militante et femme politique tchadienne.

## Biographie
Hadjé Halimé Oumar est née à Am-timan en 1930,dans la région du salamat,de mère salamat et de père ouaddaien.
Elle s'est impliquée dans le Parti progressiste tchadien en 1950 alors qu'elle travaillait comme instructrice coranique.
Proche de Gabriel Lisette , le fondateur du parti, elle est devenue responsable du recrutement des femmes du Nord après l'Assemblée générale du 2 avril 1950.
Elle a déclaré que Lisette était le leader incontesté du parti, malgré la montée en puissance du politicien tchadien originaire du Sud François Tombalbaye , et s'est rendue en France sur l'insistance de Lisette pour rencontrer le politicien français René Coty.
En 1960, Tombalbaye accède au pouvoir et Lisette est destituée. Elle devient la cible de la répression peu après l'indépendance, contrairement à sa collègue, Kalthouma Nguembang.
Dans le cadre d'une purge contre les proches de Lisette, le fils unique de Halimé est assassiné et elle est arrêtée en septembre 1963. Elle est d'abord emmenée à Massenya, puis dans la prison centrale de N'Djamena , la capitale du Tchad , et enfin dans une prison redoutée à Kelo. À la prison de Kelo, elle est régulièrement torturée par des gardiens par électrocution sous la surveillance d'officiers de l'armée française et israélienne. Ses tortures lui font perdre tous ses ongles et ses cheveux. Bien que Tombalbaye ait voulu qu'elle soit tuée, un officier français lui épargne la vie. Dans une interview, elle déclare que seule sa foi a pu lui permettre de traverser les difficiles circonstances de la torture.
Elle fut finalement libérée le 28 avril 1975, quelques jours après le renversement de Tombalbaye par Felix Malloum.
Sur les 600 personnes emprisonnées lors de cette purge, elle fut l'une des 45 seules à avoir survécu.
Elle a ensuite rejoint le Front de libération nationale du Tchad ou FROLINAT , basé en Libye.
En 1993, elle participe à la Conférence nationale souveraine (CNS) et est l'une des plus ferventes défenseuses de la langue arabe.
En 1994, elle crée une association appelée Femmes Az-Zara. Au nom de l'association, elle est élue parmi les dix candidates pour être membre du Conseil supérieur de transition, où elle restera quatre ans.
Elle est décédée le 7 janvier 2001 à  N'djamena.